# Habenaria beharensis
Habenaria beharensis är en orkidéart som beskrevs av Jean Marie Bosser. Habenaria beharensis ingår i släktet Habenaria och familjen orkidéer. Inga underarter finns listade i Catalogue of Life.